# Luxemburgische Fußballnationalmannschaft (U-23-Männer)
Die luxemburgische U-23-Fußballnationalmannschaft war eine Auswahlmannschaft luxemburgischer Fußballspieler, die der Fédération Luxembourgeoise de Football unterlag.

## Geschichte
Das erste und einzige bekannte Turnier, an dem die Mannschaft teilnahm, war die Qualifikation zur U-23-Europameisterschaft 1976. Hier verlor die Mannschaft jeweils das Hin- als auch das Rückspiel gegen Ungarn jeweils mit 0:3 und 0:4. Gegen Österreich erzielte man bei der 1:3-Hinspielniederlage aber immerhin ein Tor. Zudem gelang gegen diese im Rückspiel dann noch ein 1:1, womit man am Ende als letzter der Qualifikationsgruppe sogar noch mit einem Ergebnis von 1:7 Punkten dastand.
Nach dieser Austragung wurde der Platz der Mannschaft von der U-21 eingenommen, welche seitdem bei der Qualifikation zu dem Turnier startberechtigt ist. Ob die Mannschaft danach noch etwaige Freundschaftsspiele ausgetragen hat, ist nicht bekannt.